# Años 750 a. C.
Los años 750 antes de Cristo transcurrieron entre los años 759 a. C. y 750 a. C.

## Acontecimientos

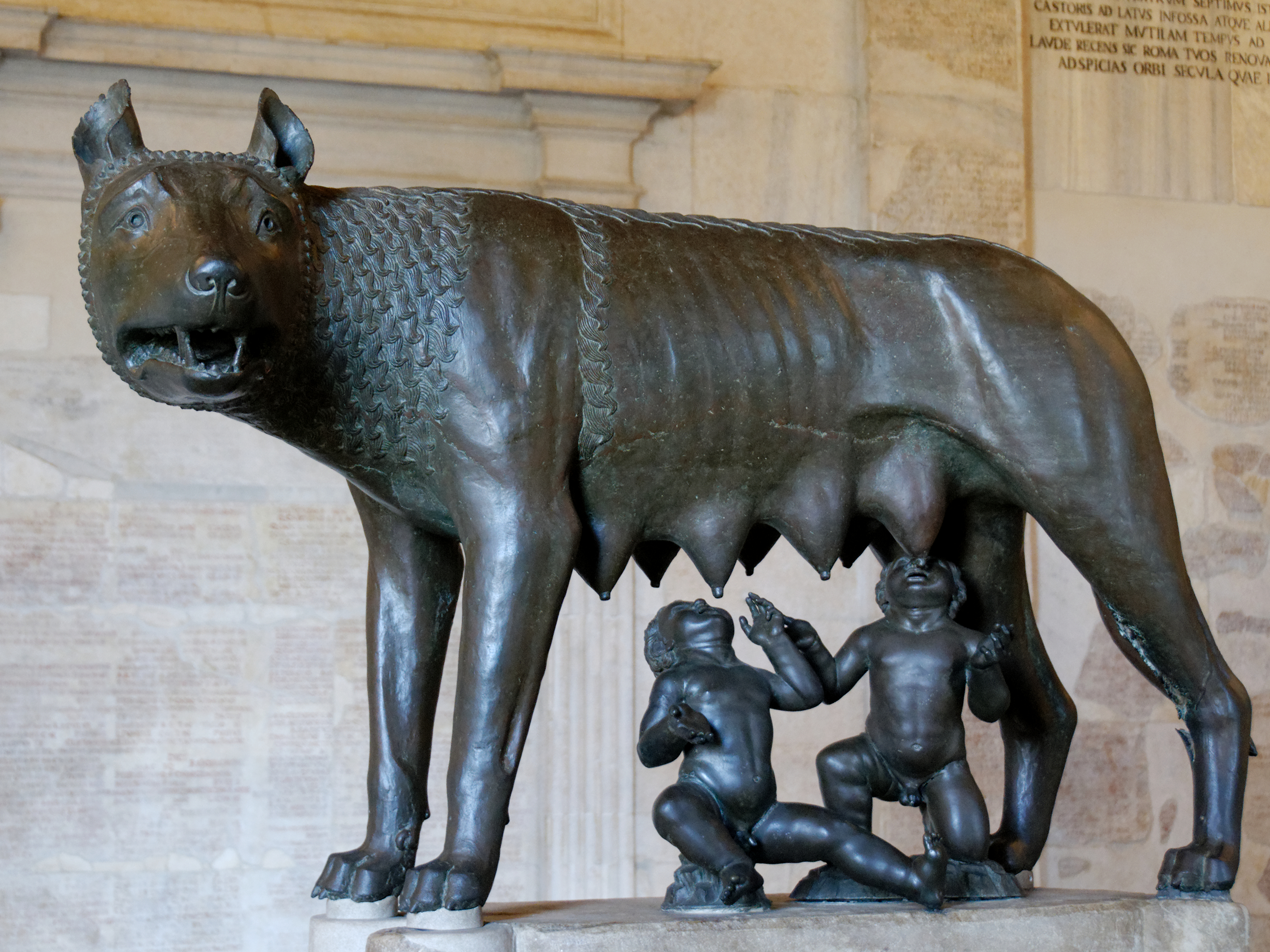
Rómulo y Remo amamantados por la loba.

- 759 a. C.: el 7 de octubre[cita requerida] ocurre un terremoto en Israel, en el último año de reinado de Ozías. Es un terremoto mencionado por el profeta Zacarías en su libro Libro de Zacarías (capítulo 14, versículo 5).
- 759 a. C.: el rey Alejandro de Corinto es asesinado por su sucesor Telestes.
- 756 a. C.: en Turquía se fundan Cícico y Trebisonda.
- 755 a. C.: en Asiria Ashur-nirari V sucede a Ashur-dan III como rey
- 755 a. C.: en la antigua Grecia, Esquilo, rey de Atenas, muere después de un reinado de 23 años. Lo sucede Alcmeón.
- 754 a. C.: los latinos se trasladan a Italia
- 753 a. C.: en Grecia, el rey Alcmeón muere después de un reinado de dos años. Es reemplazado por Harope, elegido arconte por un tiempo de diez años.

- 21 de abril del 753 a. C.: fecha tradicional de fundación de Roma; fundada y gobernada por el primer rey (posiblemente etrusco) Rómulo (según la tradición). Comienza el calendario romano Ab urbe condita. Roma adopta el alfabeto etrusco, que los propios etruscos, a su vez, habían tomado de los griegos. Establecida por Varrón, esta es la fecha que se usaba más frecuentemente.
- 752 a. C.: en Italia, según la tradición, Rómulo, primer rey de Roma, habría celebrado el primer Triunfo romano después de su victoria sobre los ceninenses, tras el rapto de las sabinas.
- 751 a. C.: el 4 de octubre, un cometa (que unos 25 siglos después sería bautizado con el nombre de Halley) alcanza su mayor cercanía a la Tierra.
- 750 a. C.: Los etruscos perfeccionan el arco, arma conocida desde la Prehistoria, con limitada resistencia y potencia.[1]
- 750 a 600 a. C.: Periodo de desplazamiento de la India aria hacia el este. Los Mahajanapanadas, las dieciséis principales divisiones territoriales de la India, coexisten con diversos Estados gobernados por príncipes y asambleas de nobles.[1]

## Personajes relevantes
- Azarías (791-740 a. C.), rey de Judá.
- Osorkon III (787-759 a. C.), faraón de la Dinastía XXII de Egipto.
- Niumateped (775-750 a. C.), rey de los libios.
- Sheshonq V (767-730 a. C.), faraón de la dinastía XXII de Egipto.
- Takelot III (764-757 a. C.), faraón de la dinastía XXIII de Egipto.
- Titaru (758-750 a. C.), rey de los libios.
- Rudamon (757-754 a. C.), faraón de la dinastía XXIII de Egipto.
- Zhuang de Zheng (n. 757 a. C.), duque chino.
- Iuput (754-715 a. C.), faraón de la dinastía XXIII de Egipto.
- Ker (750-745 a. C.), rey de los libios.
- Manavá (750-690 a. C.), religioso indio, autor de uno de los Shulba-sutras (texto sobre geometría).